# فيتالينا بيبليف
فيتالينا نيكولاييفنا بيبليف (بالأوكرانية: Віталі́на Микола́ївна Бі́блів) من مواليد 15 أكتوبر 1980، فاسيلكوف، منطقة كييف، جمهورية أوكرانيا الاشتراكية السوفيتية، هي ممثلة مسرحية وسينمائية وتلفزيونية أوكرانية. حائزة علي جائزة اليولا الذهبية الوطنية (2019)، وفنان أوكرانيا المكرم (2020).

## السيرة الذاتية
ولدت فيتالينا بيبليف في 15 أكتوبر 1980 في مدينة فاسيلكوف بمنطقة كييف، ساعدتها معلمتها في المدرسة إينا بوشكاريفا في اختيار مهنة التمثيل.
في عام 2003 تخرجت من معهد المسرح في كييف، من 2003 إلى 2008 عملت كممثلة في مسرح كييف «Atelier 16». ومنذ عام 2008 عملت في مسرح كييف الأكاديمي «البوابة الذهبية»، في عام 2015 لعبت دور Glory في مسرحية «Stalkers» لستاس جيركوف.
اختير فيتالينا في عام 2009 واحدة من أفضل 20 ممثلة في أوكرانيا.